# Provincia Reggio Emilia
Reggio Emilia este o provincie în regiunea Emilia-Romagna în Italia.